# Sinbohntjesopp

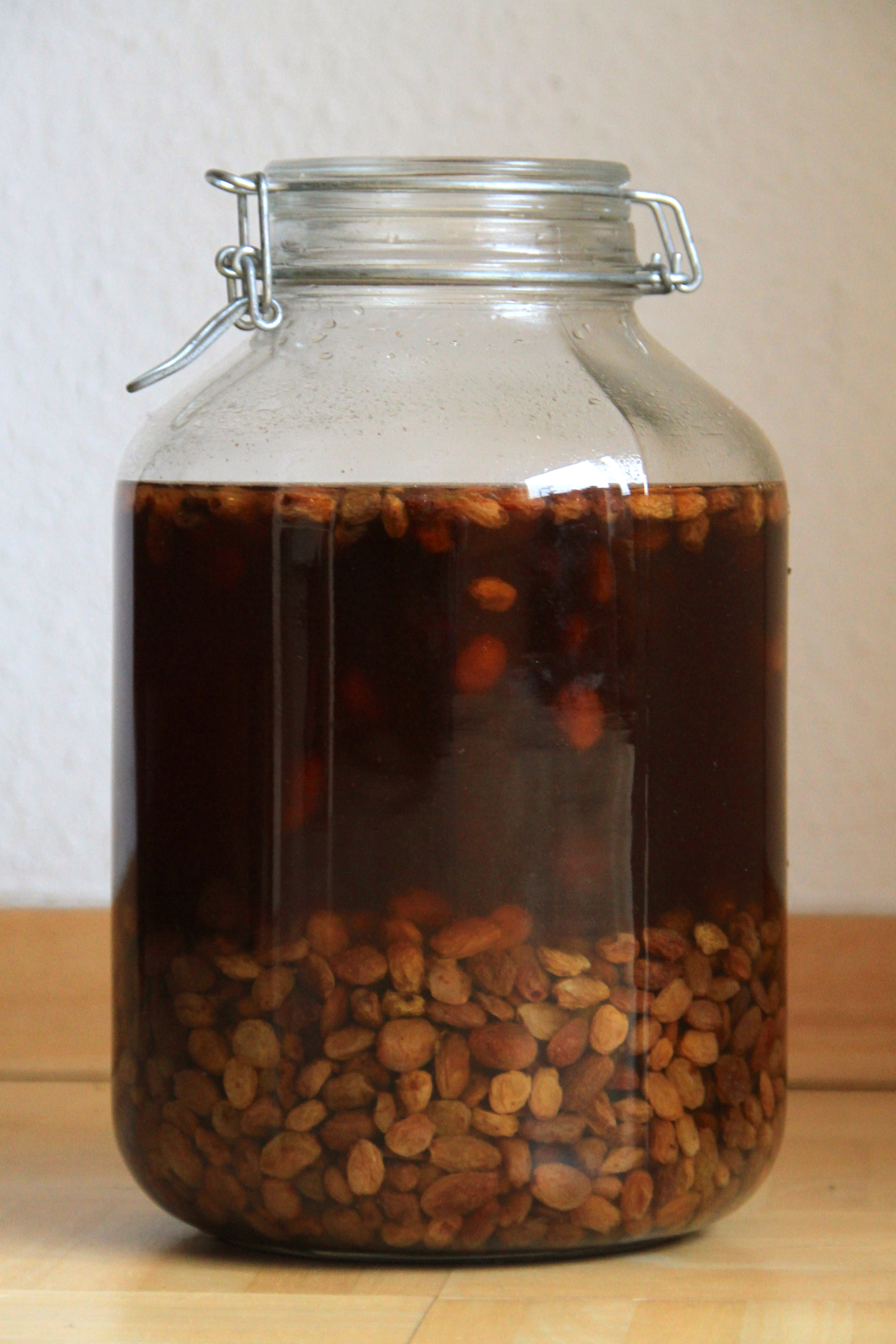
Ostfriesische Bohntjesopp

Mit Sinbohntjesopp (auch Sienbohnsupp, Bohntjesopp oder Kinnertön) wird in Ostfriesland ein regionaltypischer Likör bezeichnet. Außerhalb der Region ist die Spezialität der ostfriesischen Küche auch unter dem Namen Friesische Bohnensuppe bekannt. Zudem wird die Sinbohntjesopp (plattdeutsch wörtlich übersetzt  Rosinensuppe) auch als Branntwien mit Rosienen (plattdeutsch ‚Branntwein mit Rosinen‘ oder ‚Rosinen in Branntwein‘) oder als Rosinenbranntwein bezeichnet.
Bestandteile der Sinbohntjesopp sind Rosinen, Läuterzucker aus Kluntjes und Ostfreeske Brannwien (ein dem Weinbrand ähnlicher aromatisierter Branntwein). Diese Zutaten werden für mehrere Wochen in einem verschließbaren, traditionell irdenen Gefäß angesetzt. Wie bei vielen regionalen Rezepten gibt es auch in diesem Fall keine einheitliche Zubereitungsart, im Ergebnis handelt es sich aber immer um Rosinen, die sich mit einer Zucker-Branntwein-Lösung vollgesogen haben und zusammen mit dieser verzehrt werden. Getrunken wird die Sinbohntjesopp traditionell aus Miniaturteetassen, den Brannwienskopjes (plattdeutsch für Branntweintässchen); die Rosinen werden mit dem beigelegten Teelöffel gegessen.
Nach ostfriesischem Brauch wird die Sinbohntjesopp anlässlich der bevorstehenden Geburt eines Kindes angesetzt. Freunde und Nachbarn stoßen schließlich mit diesem Kinnertön auf die Geburt des Kindes an. Der Ausdruck Kinnertön leitet sich von der plattdeutschen Bezeichnung für „Kinderzehen“ ab, da die aufgequollenen Rosinen aussehen wie die frischen noch schrumpeligen Zehen eines Neugeborenen.